# Mirischia
Mirischia asymmetrica war ein mit etwa 2 Metern Gesamtlänge relativ kleiner Dinosaurier, der den Compsognathidae zugeordnet wird. Er wurde im Romualdo-Schichtglied der Santana-Formation in Brasilien entdeckt und stammt entsprechend aus der Unterkreide (Albium). 
Der Fossilfund bestand aus einem vollständigen Becken sowie Teilen der Hinterbeine. Die Besonderheiten des Beckens sind ausreichend, um Mirischia asymmetrica als neue Art gegenüber anderen Theropoden, insbesondere dem in der gleichen Formation gefundenen Santanaraptor, abzugrenzen. 
Vergleichende phylogenetische Untersuchungen legen eine nahe Verwandtschaft mit dem europäischen Compsognathus aus dem Oberjura und Aristosuchus aus der Unterkreide Englands nahe.

## Merkmale
Mirischia ist vor allem durch sein asymmetrisches Sitzbein (Ischium) gekennzeichnet. Dabei besitzt die linke Seite ein ovales Fenster während die rechte Seite durch eine Einkerbung an derselben Position gekennzeichnet ist. Neben diesem Merkmal ist das Fossil insofern ungewöhnlich, als wahrscheinlich auch etwas Weichgewebe des Tieres erhalten geblieben ist. So befinden sich zwischen dem Sitz- und dem Schambein (Pubis) Anteile, die als Reste von Luftsäcken interpretiert werden. Dies würde die Theorie bestätigen, dass auch Nicht-Vogel-Theropoden bereits pneumatisierte Knochen und Luftsäcke besaßen.

## Namensgebung
Die Namensgebung von Mirischia erfolgte durch „Mir“ – dem lateinischen Begriff für „wundervoll“ – sowie „ischia“ nach dem Sitzbein, der Gattungsname lautet also „Wunderbares Sitzbein“ bzw. „Wunderbares Becken.“ Die Artbezeichnung asymmetrica leitet sich von asymmetrischen Sitzbein ab.